# The End of the World
The End of the World är en sång skriven av Sylvia Dee och Arthur Kent. Den sjöngs in av Skeeter Davis 1962 och låg som bäst tvåa på Billboard-listan. Låten spelas i filmen Stulna år.

## Coverversioner
- Loretta Lynn
- Herman's Hermits
- Brenda Lee
- Bobby Vinton
- John Cougar Mellencamp
- Johnny Mathis
- Eddy Arnold
- Dottie West
- Nancy Sinatra
- Twiggy
- Patti Page
- Anne Murray
- Mike Wallace & The Caretakers
- Arvingarna på albumet Coola killar (1992)  [1]
- Agnetha Fältskog på albumet My Colouring Book (2004) [2]
- Jessica Andersson på albumet Wake Up (2009) [3]
- Mud

## Svenska
Melodin har även spelats in på svenska, då med titeln Allt är förbi
- Anna-Lena Löfgren (1966 [4], låg på Svensktoppen under perioden 9 oktober-19 november 1966 [5]
- Flamingokvintetten på albumet Flamingokvintetten 3 (1973)
- Hans Petter Hansen på albumet Svensktoppar 25 (1975)
- Larz-Kristerz på albumet Stuffparty 1 (2003)

### Fotnoter
1. ↑  ”Svensk mediedatabas”. http://smdb.kb.se/catalog/id/001478472. Läst 23 april 2011.
2. ↑  ”Svensk mediedatabas”. http://smdb.kb.se/catalog/id/001432051. Läst 23 april 2011.
3. ↑  ”Svensk mediedatabas”. http://smdb.kb.se/catalog/id/002574687. Läst 23 april 2011.
4. ↑  ”Svensk mediedatabas”. http://smdb.kb.se/catalog/id/001441595. Läst 23 april 2011.
5. ↑  ”Svensktoppen”. 28 mars 1966. http://www.sr.se/Diverse/AppData/Isidor/files/2023/3464.txt. Läst 23 april 2011.